# Pablo Lagarde
Pablo Lagarde Wilson (Uruguay, 20 de agosto de 1919, 6 de febrero de 2001) fue un actor radial y cinematográfico y director teatral uruguayo que hizo gran parte de su carrera en Argentina.

## Carrera
Lagarde fue un importante actor y galán exclusivamente de radio que incursionó en el cine en films como La chismosa, Embrujo y Noche de bodas. Compartió escena con ilustres figuras del cine como Ricardo Passano, Enrique Chaico, Perla Grecco, Alicia Barrié, Alicia Aderius, Sara Barrié, Fernando Borel, Miguel de Grandi, Héctor de Antón y Carlos Langlemey.
También se desempeñó en su país como dirigente del SUA (Sociedad Uruguaya de Actores) y  como gestor de la Casa del Actor.

### Filmografía
- 1938: La chismosa
- 1941: Embrujo
- 1942: Noche de bodas
- 1946: Lauracha
- 1948: Compañeros de aventura.[3]
- 1996: Ojos de amatista

### Radio
En radio se lució en una radionovela junto a Violeta Amoretti y Rosario Ledesma en la que formaron un popular triángulo interpretativo.
En 1942 grabó una novela en Radio Splendid junto con  Aurelia Ferrer, Tito Alonso, Horacio Priani, Adela Peña, María Duval, Carlos Hugo Christensen, Zita Rosas y Pepe Herrero.
También compartió cartel con los actores Nella Calo, Juan Carlos Chiaino, Aníbal Pardeiro, Mauro Cartagena y Juan Casanovas, en algunas radionovelas.
En Argentina participó del Teatro de Misterio  Volcán en el episodio Los crímenes científicos del Dr. Van Dine, protagonizado por Enrique Roldán, Queca Herrero, Meneca Norton, Américo Acosta Machado, Juan Siches de Alarcón y Ricardo Passano. También recitó poesías bajo la "Compañía Juvenil de Arte", en un radioteatro titulado Reviviendo la emoción de los más bellos poemas, junto con Delia Garcés, Alita Román, Hugo Pimentel, Queca Herrero, Mario Lugones, Pepe Herrero, Inés Edmonson y Elda Christie.

### Teatro
En teatro formó parte de la Compañía teatral de Mecha Ortiz, siendo una de las primeras figuras masculinas junto con Julián Bourges y Jorge Lanza.
En 1950 actuó en la obra En un viejo patio porteño, con Sara Barrié, Olga Mom, Rita Montero, Perla Grecco, Fernando Borel, entre otros.
Actuó en varias comedias y obras dramáticas como Despierta y Canta, junto con Fanny Yest y Marga de los Llanos. También dirigió junto con Aroldo López la obra El conventillo de la Paloma (de Alberto Vaccareza) en 1960. 